# Montserrat Medir Costa
Montserrat Medir Costa (Palafrugell, Baix Empordà, 11 d'abril de 1923 - ibíd., 20 de novembre de 2011) va ser una mestra catalana.
Era filla de Concepció Costa Girbal i de Ramir Medir i Jofra, procurador i personatge molt vinculat a la vila de Palafrugell i a la indústria del suro.
Va fer les primeres lletres a l'escola Vedruna de Palafrugell (les Monges) i va continuar al Col·legi Mercantil Hispano-Francès de Palafrugell (cal senyor Àngel), on va començar a formar-se per ser mestra. Finalment, va anar a Girona a estudiar magisteri, titulació que va obtenir l'any 1944.
Acabats els estudis, va exercir de mestra en diferents poblacions. Va començar a Terrades; més tard, anà a Castelló d'Empúries, Regencós i Calella de Palafrugell. A Calella, va ocupar-se de l'escola de nenes durant el curs 1945-46. Per anar-hi, es desplaçava cada dia en bicicleta des de Palafrugell, on residia a la casa paterna. Va formar part de l'equip docent que, el curs 1965-66, va estrenar la nova escola Barceló i Matas, de Palafrugell, juntament amb Enriqueta Rovira (directora), Enric Gelabertó, Josep Llach i Maria del Carme Quintana. El seu periple professional en el món de l'ensenyament va culminar a l'escola Torres Jonama de Palafrugell.
Fora de l'àmbit educatiu, va formar part, juntament amb el seu pare, del grup de palafrugellencs que va fundar la Revista de Palafrugell, l'any 1962. Inicialment era l'única dona en la redacció del mitjà. A la revista, de periodicitat mensual, hi publicava una secció titulada "Página Femenina", que signava amb el pseudònim de Flora. Va publicar-hi un total de 56 articles entre el febrer de 1962 (núm. 2) i l'octubre de 1975 (núm. 165). A la "Página Femenina", hi trobem articles sobre moda, receptes de cuina, plantes, pentinats, animals de companyia, etc. Però també n'hi ha que surten d'aquesta línia, com un article dedicat al pintor Maurice Utrillo (desembre 1966) i dos a Coretta King, vídua del pastor baptista i líder del moviment pels drets civils als Estats Units, Martin Luther King (febrer 1969 i març 1970).
En un altre ordre, va formar part de l'Assemblea Local de la Creu Roja de Palafrugell.
En aquesta etapa de la seva vida, va participar amb obra seva en exposicions col·lectives en diverses sales d'art del Baix Empordà. La seva primera exposició la va fer, conjuntament amb Teresa Vila, a Ca la Pruna, de Pals, entre el 18 i el 29 de setembre de 1996. Les dues eren alumnes d'Isidre Vilaseca i de Lluís Ballesteros. Amb motiu d'aquesta exposició, la revista Nou Palafrugell els va dedicar la portada i un reportatge. Va exposar també a la cafeteria Els Pingüins, de Palafrugell, amb Maria Pons. Fou també una dels 38 artistes locals que van participar en l'exposició d'art (pintures, escultures i fotografies) que va organitzar la revista Nou Palafrugell amb motiu del seu desè aniversari, l'any 2003.
Montserrat Medir Costa va morir amb 88 anys el 20 de novembre de 2011, al seu domicili de Palafrugell.